# Monopeltis remaclei
Monopeltis remaclei — вид плазунів з родини амфісбенових (Amphisbaenidae). Ендемік Демократичної Республіки Конго.

## Поширення і екологія
Monopeltis remaclei мешкають в провінції Танганьїка на південному сході ДР Конго. Вони живуть в саванах. Ведуть риючий спосіб життя. Відкладають яйця.